# Edit Savio
Edit Romanos Cristovão Savio (Lospalos, 28 de agosto de 1992) é um futebolista timorense que atua como atacante. Atualmente, defende o Emmanuel FC.
Anteriormente, o jogador defendeu o FC Aitana, de Díli[carece de fontes?] e o Boavista Timor. É jogador também da Seleção Timorense de Futebol.